# Cayuncha
Cayuncha är en ort i Mexiko.   Den ligger i kommunen Zirándaro och delstaten Guerrero, i den södra delen av landet, 240 km sydväst om huvudstaden Mexico City. Cayuncha ligger 550 meter över havet och antalet invånare är 152.
Terrängen runt Cayuncha är huvudsakligen lite bergig. Cayuncha ligger nere i en dal. Runt Cayuncha är det glesbefolkat, med 8 invånare per kvadratkilometer. Närmaste större samhälle är San Rafael, 12,5 km väster om Cayuncha. I omgivningarna runt Cayuncha växer huvudsakligen savannskog.